# Јајце
Јајце је град у средњој Босни и Херцеговини, на ушћу ријеке Пливе у Врбас. У граду је 2013. године живјело 7.172, а у целој општини 27.258 становника.

## Положај
Јајце се налази у средњој Босни, у њеном северозападном делу и подручју где се стичу панонски и планински део републике. Подигнуто је на месту укрштања путева Сарајево — Загреб и Бања Лука — Сплит, а уском пругом повезано је са Лашвом, Дрваром и Приједором. Јајце је смештено у уској котлини, код ушћа Пливе у Врбас, на надморској висини од 380 до 430 метара.

## Историја

### Средњи век и османски период
Јајце је први пут изграђено у 14. веку и био је престоница босанског краљевства током тог периода. На брду изнад града налази се краљевски град, са кулама и бастионима, који су вековима одолевали најездама освајача и зубу времена. Јајце је вероватно добило име по брду јајастог облика, на коме је подигнуто. Погодно за одбрану, подстицало је изградњу утврђења, па је Хрвоје Вукчић на њему изградио тврђаву од 1391. до 1404. године. Јајачка тврђава господарила је старим путевима кроз долине Пливе и Врбаса. Пут до тврђаве у Јајцу браниле су друге тврђаве — Бочац и Звечај на северу и град Винац на југу. После изненадне смрти Хрвоја Вукчића, босански краљеви изабрали су Јајце за своју престоницу. Када је Босна пала под отоманску власт 1463, Турци су заузели град и тада је погубљен последњи босански краљ Стефан Томашевић, чиме је окончана самосталност средњовековне босанске државе.
Следеће године град је преотео угарски краљ Матија Корвин, али су га Турци поново освојили 1527. године. Од тада Јајце губи значај и постаје турска касаба, која је 1625. године имала око 300 турских и само 15 хришћанских кућа. Турке су у Јајцу сменили Аустријанци, који су се задржали до 1918.

### Други светски рат
У Другом свјетском рату Јајце је четири пута ослобађано, а коначно се решило окупатора 14. септембра 1944. године. Оно је ослобађано септембра и новембра 1942, као и 1943. године (од 17. августа до 8. јануара 1944. године). Јајце је постало познато током Другог свјетског рата пошто је у њему 29. новембра 1943. одржано Друго заседање АВНОЈ-а, на ком су постављени темељи социјалистичке Југославије.
Стару цркву у Јајцу „усташе су најпре опљачкали, а затим претворили у јавни нужник”.
Јуна 1941. године усташе су у срезу Јајцу у Босни ишле по селима „злостављали људе и чупали им бркове”.
Јуна и јула 1941. усташке власти су по селима јајачког среза хапсиле све мушкарце одреда, доводили их у Јајце, а одатле слали у логоре.
У срезу Јајце усташе су хапсећи људе по њивама у пољима, просипале ручак „а посуђе полупали о главе Срба и бацали”. У срезу Јајце у многим селима „затварали су све укућане у куће, запалили их и сви су у њима изгорели”. У срезу су делимично попаљена села: Семин, Ростовци, Вуково, Урија, Грахово, Зијамет, Барица и многа друга. Било је случајева да су усташе по неколико пута долазиле у неко село и палиле поједине куће док није и последња изгорела.

### Рат у Босни и Херцеговини
На почетку рата у Босни и Херцеговини, Јајце су насељавале све три етничке групе, пошто се град налази на мјесту додира области са српском већином на сјеверу, муслиманском на југоистоку и хрватском на југозападу.
Крајем априла и почетком маја 1992. скоро сви Срби су напустили град и побегли на територију Републике Српске. Српска православна црква Успења пресвете Богородице је срушена у ноћи између 10. и 11. октобра 1992. У љето 1992. Војска Републике Српске је почела са бомбардовањем града. Српске снаге су ушле у град 29. октобра 1992. услед недостатка сарадње између муслиманских и хрватских снага. Бошњачко и хрватско становништво је избјегло у Травник. У хрватској противофанзиви, у августу и септембру 1995, град је заузела хрватска војска, док је српско становништво избјегло. Јајце је по Дејтонском споразуму припало Федерацији Босне и Херцеговине.

## Клима
Као долински и котлински град у планинској Босни, али близу панонског обода, Јајце има умереноконтиненталну микроклиму са истакнутим утицајима потпланинске климе. Средња годишња температура у граду износи 10,1 °C. Јануар, као најхладнији месец, има средњу температуру од -0,3 °C, док је најтоплији јул, са просечном температуром од 19,3 °C. Просечна годишња количина падавина у Јајцу износи 868 милиметара, а месеци који добијају највише кише су у јуну и октобру (по 97 милиметара), а најмање у марту (49 милиметара).

## Становништво
Јајце никада није био велики град, ни просторно, ни популационо. Оно је горело три пута (1527, 1586. и 1658. године), а његово становништво је неколико пута страдало од куге (1731, 1783, 1796. и 1814. године). У време мађарске владавине (1463—1527), многи становници Јајца изгинули су у борби с Турцима, а велики број људи страдао је од болести и глади.
Јајце је 1910. године имало 4.366 становника, а у његових 739 кућа 1921. године живело је 4.132 становника, мање него 11 година раније. Десет година касније (1931), град је имао 7.517 становника, а при првом послератном попису 5.005 становника или 2.515 људи мање (жртве рата, исељавање и др). Пет година касније (1953) Јајце је имало 5.557 становника, а 1961. године 6.853 становника, од којих више жена (3.523) него мушкараца (3.330). Истовремено је у јајачкој општини живело 34.488 људи, од којих највише Хрвата (13.733), затим Срба (8.670), нешто мање Муслимана (7.545) и најмање неопредељених Југословена (4.342).
|                      | 2013.          | 1991.           | 1981.           | 1971.           |
| Укупно               | 7 172 (100,0%) | 13 579 (100,0%) | 11 918 (100,0%) | 9 127 (100,0%)  |
| Хрвати               | 3 273 (45,64%) | 1 899 (13,98%)  | 1 991 (16,71%)  | 2 148 (23,53%)  |
| Бошњаци              | 3 267 (45,55%) | 5 277 (38,86%)1 | 4 068 (34,13%)1 | 4 220 (46,24%)1 |
| Срби                 | 197 (2,747%)   | 3 797 (27,96%)  | 3 046 (25,56%)  | 2 403 (26,33%)  |
| Босанци              | 162 (2,259%)   | –               | –               | –               |
| Неизјашњени          | 72 (1,004%)    | –               | –               | –               |
| Босанци и Херцеговци | 65 (0,906%)    | –               | –               | –               |
| Муслимани            | 51 (0,711%)    | –               | –               | –               |
| Остали               | 32 (0,446%)    | 389 (2,865%)    | 80 (0,671%)     | 101 (1,107%)    |
| Југословени          | 11 (0,153%)    | 2 217 (16,33%)  | 2 632 (22,08%)  | 184 (2,016%)    |
| Непознато            | 11 (0,153%)    | –               | –               | –               |
| Албанци              | 9 (0,125%)     | –               | 22 (0,185%)     | 15 (0,164%)     |
| Роми                 | 9 (0,125%)     | –               | 1 (0,008%)      | –               |
| Црногорци            | 5 (0,070%)     | –               | 58 (0,487%)     | 38 (0,416%)     |
| Православци          | 5 (0,070%)     | –               | –               | –               |
| Словенци             | 2 (0,028%)     | –               | 6 (0,050%)      | 12 (0,131%)     |
| Украјинци            | 1 (0,014%)     | –               | –               | –               |
| Македонци            | –              | –               | 8 (0,067%)      | 3 (0,033%)      |
| Мађари               | –              | –               | 6 (0,050%)      | 3 (0,033%)      |

1. 1 На пописима од 1971. до 1991. Бошњаци су пописивани углавном као Муслимани.

## Привреда
Јајце је мали град и економски центар простране, али сиромашне околине. Још у време владавине Хрвоја Вукчића и Стевана Томашевића оно је остварило знатан привредни развитак (као престоница краљева). Трговало је са далматинским градовима, а нарочито са Сплитом и Дубровником. У турско време у граду су се развили разни занати, а после аустроугарске окупације 1878. године, у Јајцу је подигнут први индустријски објекат — фабрика хлорних деривата, карбида и феросилицијума. На Пливи је 1897. године изграђена хидроелектрана јачине 9.200 КС (киловат-сати).
После Другог светског рата у Јајцу је отворено једно од највећих предузећа електрохемијске индустрије у земљи — Електро-Босна, које је своје производе — феросилицијум, хлор, карбид, етилен, каустичну соду и друго — извозило на све континенте. Сарајевско предузеће Енергоинвест подигло је погон у Јајцу, који је производио електрофилтре и трансформаторске котлове.
Код Јајца је 1959. године отворен рудник боксита, чија руда садржи 60% алуминијум-хидроксида. Близу града подигнуте су две хидроелектране. ХЕ Јајце I добија воду из Пливског језера каналом дужине 7 километара. После изградње ове хидроелектране демонтирана је стара хидроелектрана на Пливи. ХЕ Јајце II користи воду Врбаса и хидроелектране Јајце I, која се акумулира у вештачком језеру у долини Врбаса.

## Туризам
У граду и околини налазе се вредни културно-историјски споменици и лепи и интересантни морфолошки и хидролошки објекти. Познати водопад Пливе на ушћу у Врбас, висок 27 метара, представља симбол града и његову највећу природну туристичку атракцију. Изградњом ХЕ Јајце I и одвођењем воде Пливе, њен водопад је знатно ослабио, јер се са њега сада слива само 3 m³ воде у секунди (док је раније падало 15 m³ у секунди). Велико и Мало Пливско језеро са познатим воденицама и кањонска долина Врбаса Тијесно такође су циљ туриста. Пливска језера постала су стециште кајакаша на мирним водама и скијања на води. На њима је 1963. године одржано европско и светско првенство кајака на мирним водама. Око 5 километара од Јајца налази се село Језеро, познато као Босанска Венеција. Ово село подигнуто је на неколико острва. У коритима Врбаса и Пливе има интересантних слапова изнад наслага бигра.
У самом граду налази се више културно-историјских споменика: високи троспратни торањ Светог Луке, Медвед кула, и катакомбе, храм бога Митре, џамија Есме Султаније, Музеј АВНОЈ-а, прва кућа Танјуга и др. Поред десне обале Пливе налази се зграда у којој је одржано Друго заседање АВНОЈ-а и положен камен темељац социјалистичке Југославије. У њој је од 1953. године смештен музеј, који је најпосећенији културно-историјски споменик града.

## Градови побратими
Никшић, Црна Гора